# Gregory Olsen
Gregory Hammond Olsen (* 20. dubna 1945, Brooklyn, New York NY, USA) je po Američanovi Dennisi Titovi (2001) a Jihoafričanovi Marku Shuttleworthovi (2002) třetím kosmickým turistou světa.
Olsen je významným vědeckým pracovníkem v oblasti polovodičových detektorů infračerveného záření a úspěšným podnikatelem. Je držitelem 12 amerických patentů v této oblasti. Během svého dosavadního života založil dvě úspěšné soukromé firmy pro výrobu polovodičových detektorů záření v oblasti blízkého a krátkovlnného infračerveného záření, EPITAXX a Sensors Unilimited. První z nich v roce 1990 s velkým ziskem prodal za 12 mil. USD. Druhou společnost nejprve také v roce 2000 prodal, o dva roky později ji však společně s jejím managementem od nového vlastníka znovu odkoupil a v současné době je jejím ředitelem.
Kromě toho Dr. Olsen zasedá v poradních výborech řady univerzit, např. Princeton University, střediska pro fotoniku University of Southern California, mikroelektronického střediska University of Florida, University of Virginia a vysoké školy City College of New York.
V roce 2003 se rozhodl, že využije svých finančních možností a zakoupil si u ruské kosmické agentury FKA týdenní cestu do vesmíru. V témže roce, po absolvování vstupních lékařských prohlídek, výcvik ve Hvězdném městečku sice zahájil, ale při opakovaných lékařských testech jimi neprošel a z praktického výcviku byl vyřazen. Pokračoval alespoň v teoretickém studiu. Po zlepšení zdravotního stavu na jaře roku 2005 mu byl výcvik znovu povolen a v létě téhož roku byl zařazen do posádky kosmické lodi Sojuz TMA-7, která odstartovala k Mezinárodní vesmírné stanici ISS 1. října 2005. Částka, kterou zaplatil za let, nebyla oficiálně oznámena, pohybuje se však kolem 20 mil. USD.

## Odborný životopis

### Vzdělání
- Fairleigh Dickinson University, Madison, NJ (USA), obor fyzika, akademická hodnost BS – ukonč. 1966
- Fairleigh Dickinson University, Madison, NJ (USA), obor fyzika, akademická hodnost MS – ukonč. 1968
- Fairleigh Dickinson University, Madison, NJ (USA), obor elektrotechnika, akademická hodnost BSEE – ukonč. 1968
- University of Virginia, Charlottesville, VA (USA), obor materiálové vědy, akademická hodnost PhD – ukonč. 1971

### Zaměstnání
- University of Port Elizabeth, Physics Dept., Port Elizabeth (Jihoafrická republika), hostující vědecký pracovník – 1971–1972
- RCA Laboratories, Princeton, NJ (USA), výzkumník – 1972–1983
- EPITAXX, Inc., Princeton, NJ (USA), zakladatel, ředitel a vědecký pracovník – 1984–1990
- Sensors Unlimited, Inc., Princeton, NJ (USA), spoluzakladatel a ředitel – 1991–2000
- Sensors Unlimited, Inc., Princeton, NJ (USA), ředitel – od 2002

### Kosmická činnost
Ve výcviku ve Středisku pro přípravu kosmonautů J. A. Gagarina, Hvězdné městečko (Rusko) – od 2003 do 2005